# Crooked Creek
Crooked Creek (Tevyaraq) è un census-designated place (CDP) degli Stati Uniti d'America, situato nello Stato dell'Alaska e in particolare nella Census Area di Bethel.